# Trud.com
Trud.com — це пошукова система, яка агрегує з різних сайтів контент по роботі та навчанню, а саме: вакансії, резюме, робота за кордоном, пропозиції по фрілансу та підробітку, робота у некомерційних організаціях та волонтерство, курси, тренінги, конференції, книжки та інше, а також генерує статистику зарплат, відгуки про компанії роботодавців та поради по працевлаштуванню.

## Історія
Trud.com був заснований у 2009 році компанією Maxima Group (пізніше інвестиційний фонд Noosphere Ventures) та запущений у Росії та Україні.
У 2014 році підприємець Геннадій Васюков створив компанію Universal Commerce Group і Trud.com увійшов до її складу, а очолила компанію Юлія Маріщук.
У 2015 році проект Trud.com очолив Андрій Давида.
З 2017 по 2018 рік у пошуках нового напрямку розвитку проект активно тестував десятки нових ідей та бізнес-моделей, запустив під брендом Trud.com сайт у 26 іноземних країнах та 7 країнах СНГ, запустив у Росії та Україні агрегацію навчальних заходів, зробив у Росії агрегацію книжок, запустив на новій платформі портал роботи Trud.ua та портальну модель для агрегатора, протестував на базі проекта Rulla.com модель розвитку у десятках закордонних країнах за рахунок команд кантрі менеджерів та контент команди з технологією парсингу, запустив у рамках філантропічної діяльності міжнародний портал роботи у некомерційних організаціях Noblest.org та міжнародну платформу для виділення свого часу та виконання завдань від некомерційних організацій Charitymark.org, а з 2019 року шукає інвестора для прискорення розвитку за кордоном.
У 2018 році пошукач роботи Trud.com запустився у Казахстані, Білорусі, Польщі та інших країнах.
У 2019 році для тестування портальної моделі на агрегаторі було запущено функціонал власного розміщення вакансій в Казахстані, Білорусі, Україні та інших країнах крім Росії.
Влітку 2019 року було запущено у Росії та Україні інтерактивну інструкцію «Як знайти роботу», у якій було зібрано та структуровано увесь досвід та функціональні можливості пошукової системи Trud.com.  

## Результати роботи
Статистику зарплат агрегатора активно використовують у своїх статтях сайти новин Росії, України та за кордоном, а також нішеві сайти використовують агреговані дані ринку праці за трендовими напрямками, наприклад, фріланс та інформаційні технології.
У 2018 році агрегатор забезпечував кандидатів доступом до більш ніж 3,5 млн вакансій, пропонував роботодавцям інформацію по 2,3 млн резюме, а середня кількість відвідувань у місяць становила більше ніж 8 млн.